# Osés
Osés (en euskera: Ortzaize; en francés: Ossès) es una localidad y comuna francesa, situada en el departamento de Pirineos Atlánticos, en la región de Nueva Aquitania. Pertenece al territorio histórico vascofrancés de Baja Navarra. La comuna se encuentra atravesada por el río Nive.
Administrativamente también depende del Distrito de Bayona y del Cantón de Montaña Vasca.

## Heráldica
En campo de sinople, una roca de plata surmontada de un águila explayada, del mismo metal.

## Demografía
| Gráfica de evolución demográfica de Ossès entre 1800 y 2012 |
|                                                             |

Fuentes: Ldh/EHESS/Cassini e INSEE.